# Annemoria
Annemoria là một chi bướm đêm thuộc họ Geometridae.